# Douze variations sur un menuet de Johann Christian Fischer (Mozart)

Les Douze variations en do majeur pour piano sur un menuet de Johann Christian Fischer, K. 179/189a, sont une œuvre pour piano de Wolfgang Amadeus Mozart, écrite probablement à Salzbourg avant le 6 décembre 1774. 
L'autographe a disparu. Mozart en parle dans une lettre à Nannerl, avant son départ pour Munich. Elles ont été publiées en 1778 à Paris par Mme Heina. Mozart a joué souvent ces variations, œuvre de virtuosité, devant différents publics et en parle une quinzaine de fois dans sa correspondance. 

## Musique
Cette œuvre comporte treize sections: la première expose le menuet tiré du premier Concerto pour hautbois de Johann Christian Fischer sur lequel sont basées les variations; les autres sections sont les variations proprement dites, numérotées de I à XII. Aucune de ces variations ne présente une indication de tempo.
Durée de l'interprétation : environ 17 minutes
Thème :